# Wspólnota administracyjna Wiesau
Wspólnota administracyjna Wiesau – wspólnota administracyjna (niem. Verwaltungsgemeinschaft) w Niemczech, w kraju związkowym Bawaria, w rejencji Górny Palatynat, w regionie Oberpfalz-Nord, w powiecie Tirschenreuth. Siedziba wspólnoty znajduje się w miejscowości Wiesau.
Wspólnota administracyjna zrzesza dwie gminy targowe (Markt): 
- Falkenberg, 945 mieszkańców, 39,41 km²
- Wiesau, 4 094 mieszkańców, 42,72 km²